# Режим полковників
Режим полковників (грец. καθεστώς των Συνταγματαρχών, трансліт. kathestós ton Syntagmatarchón IPA: [kaθesˈtos ton sindaɣmatarˈxon]), або Чорні полковники (термін, який використовувався в радянській пресі) — військова диктатура в Грецькому королівстві, встановлена 21 квітня 1967 року, щоб запобігти перемозі на виборах лівого «Союзу центру» Папандреу. Внаслідок нього, Грецька військова хунта, в якій провідне місце незабаром зайняв Георгіос Пападопулос, встановила диктаторський режим.

## Військовий переворот
Прихід до влади військових в Греції став наслідком багаторічного протистояння лівих і правих політичних сил, коріння якого йде в 1920-і і які не припинялися навіть під час німецької окупації. Сприяла успіху повсталих офіцерів і конституційна криза в країні впродовж двох років.
Організаторами перевороту стали полковники Георгіос Пападопулос, Ніколаос Макарезос та генерал Стиліанос Паттакос. У грецьку столицю було введено близько 100 танків, які зайняли найважливіші пункти міської інфраструктури, починаючи з міністерства оборони.
Більше 5 000 політичних супротивників військових були арештовані. Партії заборонено, конституція оголошена недійсною, на більшій частині території введений надзвичайний стан, опозиційні сили зазнали переслідування армії і таємної поліції, деякі її активісти відправлені до концентраційних таборів. Введено сувору цензуру друку, будь-який прояв спротиву негайно придушувався.
Після невдалої спроби перевороту король Костянтин II висланий в Італію. У відсутність короля в 1972 році регентом призначений Георгіос Пападопулос.
Хоча Пападопулос і перейняв елементи ідеології фашизму, він не став засновувати масову фашистську організацію. Також деякі дослідники вважають, що сам переворот було здійснено за підтримки американських спецслужб. Пападопулос поступово знижував жорсткість свого режиму, проводячи легку «демократизацію». 1 червня 1973 року скасована монархія і Пападопулос проголосив себе президентом Грецької республіки.
Недовгий період пом'якшення режиму підійшов до кінця в листопаді 1973, коли військами було жорстоко придушений антиурядовий виступ студентів Політехнічного інституту в Афінах. Скориставшись цим, група вищих офіцерів збройних сил, натхненником якої називали Дімітріоса Іоаннідіса, 25 листопада 1973 року зробила новий військовий переворот і відсторонила Пападопулоса від влади. До влади прийшли представники «жорсткого» крила військової хунти, що виступали проти хоч якої лібералізації режиму, за збереження в країні військового правління. Президентом був призначений генерал Федон Гізікіс. Знов був введений надзвичайний стан, відновлені закриті концтабори, введена жорстка цензура друку.
По відношенню до іноземних інвестиційних компаній режим проводив досить лояльну політику, що позитивно вплинуло і на розвиток грецької економіки.

## Кіпрська криза
Незважаючи на суворість режиму, хунта виявилась слабкою. Це виявилося, коли підтриманий нею путч на Кіпрі призвів до вторгнення турецької армії і захоплення нею населеної турками північної частини острова. Режим полковників не зважився на військове втручання і в 1974 році розвалився.
Одним із завдань, які поставили собі радикали, було приєднання Кіпру до Греції. Влітку 1974 хунта, що правила в Греції, здійснила переворот на Кіпрі. Це дало привід Туреччині, яка разом з Великою Британією та Грецією гарантувала незалежність острова, почати вторгнення на острів під приводом захисту турків-кіпріотів.
Уряд Греції вимушений був перейти до мобілізації. Наявність у громадян зброї дозволила грецьким офіцерам, прихильним демократії, зажадати від режиму передачі влади цивільному керівництву.
23 липня 1974 року під загрозою наближення до Афін армійського корпусу хунта була вимушена передати управління державою цивільному уряду.

## Кінець хунти
1 серпня 1974 року була знов введена в дію Конституція 1952, відновлені громадянські права і цивільний контроль над армією. У вересні 1974 року відновлена вільна діяльність політичних партій. У жовтні був скасований надзвичайний стан. 17 листопада пройшли парламентські вибори. 8 грудня відбувся референдум з питання про реставрацію монархії. Населення країни висловилося на користь республіканського ладу, король Костянтин ІІ був остаточно позбавлений престолу.
У червні 1975 прийнята нова конституція, а Греція проголошена парламентською республікою. Провідники путчу 21 квітня 1967 постали перед судом влітку 1975 року. Вони були засуджені на страту за зраду батьківщині. Згодом це покарання було замінене довічним ув'язненням.
Керівники хунти Стіліанос Паттакос і Ніколаос Макарезос заявили, що розкаюються у скоєному, і були звільнені з-під варти в 1990 році. Головний лідер хунти Георгіос Пападопулос від амністії за умови розкаяння в скоєному відмовився. Він помер від раку в 1999 році у віці 80 років.
Дімітріос Іоаннідіс жив найдовше з «чорних полковників» — до 2010 року. Він не став розкаюватися в злочинах, і у вересні 2008 року грецький суд відмовив йому в проханні про помилування.